# کبوتر زیتونی آفریقایی
 کبوتر زیتونی آفریقایی (نام علمی: Columba arquatrix) نام یک گونه از سرده کبوتر است.